# シャイニング バタフライ
「シャイニング バタフライ」は、ドリーム モーニング娘。の1枚目のシングル。2012年2月15日にzetimaから発売された。

## 概要
初回限定盤（CD＋DVD）と、通常盤（CDのみ）の2形態で発売された。通常盤は初回仕様としてプレゼント応募ハガキが封入された。
ドリーム モーニング娘。としては、2011年1月28日の結成以来、唯一のシングル楽曲である。
本作のミュージック・ビデオは2011年5月に撮影されたため、第1子懐妊によりコンサートや音楽番組への出演を見合わせていた藤本美貴が出演している。また、ドリーム モーニング娘。のメンバーではない高橋愛（モーニング娘。OG）も出演している。
BS-TBS配給映画『篤姫ナンバー1』（つんく♂プロデュース・石川梨華主演で2012年4月7日公開）主題歌 。

## 規格品番

### 初回生産限定盤
- CD：EPCE-5846
- DVD：EPCE-5847

### 通常盤
- EPCE-5848

## 収録曲
全作詞・作曲：つんく

### CD
1. シャイニング バタフライ
編曲：平田祥一郎[5]
2. 青空がいつまでも続くような未来であれ! (2012ドリムス。Ver.)
編曲：大久保薫[5]
3. シャイニング バタフライ (Instrumental)

### 初回生産限定盤付属DVD
1. シャイニング バタフライ (Music Video)

## 参加ミュージシャン
シャイニング バタフライ
- プログラミング：平田祥一郎
- ギター：鎌田浩二
- コーラス：高橋愛

青空がいつまでも続くような未来であれ! (2012ドリムス。Ver.)
- キーボード&プログラミング：大久保薫